# Farida Jalal

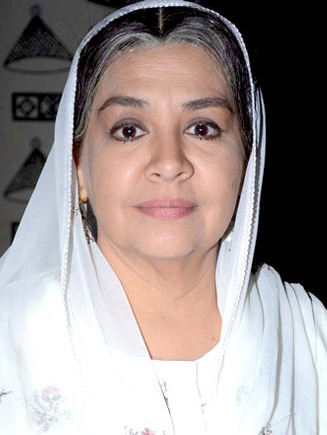
Farida Jalal 2011

Farida Jalal (* 14. März 1949 in Neu-Delhi, Indien) ist eine Bollywood-Schauspielerin. In den Filmen spielt sie zumeist die Großmutter oder Mutter der Hauptpersonen. Gearbeitet hat sie mit den Bollywood-Schauspielern Kajol und Shah Rukh Khan.
1995 wurde sie mit dem Filmfare Award als beste Darstellerin ausgezeichnet.

## Karriere
Farida Jalal begann ihre Karriere in den 1960er Jahren, als sie den Talentwettbewerb der United Film Producers, der von Filmfare gesponsert wurde, gewann. Sie spielte ursprünglich meist die Schwester oder abgelehnte Verlobte der männlichen Hauptrolle, aber fast nie die weibliche Hauptrolle. Eine ihrer erfolgreichsten Rollen spielt sie in Bobby, wo sie die Rolle der geistig behinderten zukünftigen Verlobten des von Rishi Kapoor verkörperten Raj darstellt. Während der 1980er Jahre spielte sie zunächst die Schwester und Freundin, und mit zunehmendem Alter die Tante, Mutter oder die Großmutter. Sie ist auch für ihre Rolle in Aradhana bekannt, wo sie Rajesh Khannas Freundin verkörpert, und das Lied „Bagon mich bahar hai, kaliyon pe nikhar hai“ singt.

## Filmografie
- 1961: Chaudhvin Ka Chand
- 1964: Jahan Ara
- 1967: Taqdeer
- 1968: Baharon Ki Manzil
- 1969: Aradhana
- 1969: Mahal
- 1970: Puraskar
- 1970: Naya Raasta
- 1970: Devi
- 1971: Pyar Ki Kahani
- 1971: Paras
- 1971: Lagan
- 1971: Khoj
- 1972: Doctor X
- 1972: Amar Prem
- 1972: Zindagi Zindagi
- 1972: Rivaaj
- 1972: Buniyaad
- 1972: Bees Saal Pehle
- 1972: Aankh Micholi
- 1973: Basti Aur Bazaar
- 1973: Raja Rani
- 1973: Gopi
- 1973: Loafer
- 1973: Bobby
- 1973: Heera
- 1973: Achanak
- 1974: Asliyat
- 1974: Naya Din Nai Raat
- 1974: Majboor
- 1974: Jeevan Rekha
- 1975: Dharmatma
- 1975: Khushboo
- 1975: Aakraman
- 1975: Kala Sona
- 1975: Uljhan
- 1975: Sankalp
- 1975: Do Jasoos
- 1975: Dhoti Lota Aur Chowpatty
- 1976: Sabse Bada Rupaiya
- 1976: Shaque
- 1976: Lagaaam
- 1976: Koi Jeeta Koi Haara
- 1976: Bundal Baaz
- 1977: Die Schachspieler (Shatranj Ke Khilari)
- 1977: Palkon Ki Chhaon Mein
- 1977: Kasum Khoon Ki
- 1977: Alaap
- 1977: Abhi To Jee Lein
- 1977: Aakhri Goli
- 1978: Ganga Ki Saugand
- 1978: Naya Daur
- 1978: Nawab Sahib
- 1979: Aulea-E-Islam
- 1979: Atmaram
- 1979: Jurmana
- 1979: Dhongee
- 1979: Do Hawaldar
- 1980: Chambal Ki Kasam
- 1980: Patthar Se Takkar
- 1980: Abdullah
- 1981: Jwala Daku
- 1981: Kanhaiyaa
- 1981: Yaarana
- 1983: Salam E Mohabbat
- 1983: Mangal Pandey
- 1984: Bandh Honth
- 1987: Pushpak
- 1991: Henna
- 1992: Bahu Beta Aur Maa
- 1992: Paayal
- 1992: Bekhudi
- 1992: Kal Ki Awaz
- 1992: Bandhu
- 1992: Dil Aashna Hai ( …The Heart Knows)
- 1993: Dekh Bhai Dekh (Fernsehserie)
- 1993: Gardish
- 1994: Elaan
- 1994: Dulaara
- 1994: Laadla
- 1994: Mammo
- 1994: Krantiveer
- 1995: Jawab
- 1995: Jai Vikraanta
- 1995: Veergati
- 1995: Dilwale Dulhania Le Jayenge
- 1996: Rajkumar
- 1996: Loafer
- 1996: Dushman Duniya Ka – Liebe schmerzt (Dushman Duniya Ka)
- 1996: Diljale
- 1996: Shastra
- 1996: Raja Hindustani – Taxi ins Glück (Raja Hindustani)
- 1996: Ajay
- 1996: Angaara
- 1997: Junoon (Fernsehserie)
- 1997: Judaai
- 1997: Lahoo Ke Do Rang
- 1997: Ziddi
- 1997: Mrityudaata
- 1997: Dil To Pagal Hai – Mein Herz spielt verrückt (Dil To Pagal Hai)
- 1997: Aflatoon
- 1997: Saat Rang Ke Sapne
- 1997: Mohabbat
- 1998: Zor: Never Underestimate the Force
- 1998: Salaakhen
- 1998: Duplicate
- 1998: Jab Pyaar Kisise Hota Hai
- 1998: Angaar Vadee
- 1998: Soldier
- 1998: Kuch Kuch Hota Hai – Und ganz plötzlich ist es Liebe (Kuch Kuch Hota Hai)
- 1999: Hindustan Ki Kasam
- 1999: Khoobsurat
- 1999: Dil Kya Kare
- 2000: Kaho Naa ... Pyaar Hai – Liebe aus heiterem Himmel (Kaho Naa… Pyaar Hai)
- 2000: Dulhan Hum Le Jayenge
- 2000: Pukar
- 2000: Khauff
- 2000: Kya Kehna
- 2000: Bichhoo
- 2000: Tera Jadoo Chal Gayaa
- 2000: Kaali Topi Lal Rumaal
- 2000: Gaja Gamini
- 2001: Farz
- 2001: Zubeidaa
- 2001: Chori Chori Chupke Chupke
- 2001: Lajja – Schande (Lajja)
- 2001: Moksha: Salvation
- 2001: In guten wie in schweren Tagen (Kabhi Khushi Kabhie Gham)
- 2002: Pyaar Diwana Hota Hai
- 2002: The Legend of Bhagat Singh
- 2002: Badhaai Ho Badhaai
- 2002: Kuch Tum Kaho Kuch Hum Kahein
- 2002: Deewangee
- 2003: Aapko Pehle Bhi Kahin Dekha Hai
- 2003: Kaise Kahoon Ke … Pyaar Hai
- 2003: Main Prem Ki Diwani Hoon – Ich sehne mich nach deiner Liebe (Main Prem Ki Diwani Hoon)
- 2003: Jaal: The Trap
- 2003: Fun2shh … Dudes in the 10th Century
- 2003: Pinjar: Beyond Boundaries …
- 2004: Shararat (Fernsehserie)
- 2004: Garv: Pride and Honour
- 2004: Taarzan: The Wonder Car
- 2005: A Sublime Love Story: Barsaat
- 2005: Pyaar Mein Twist
- 2006: Aryan: Unbreakable
- 2007: Big Brother
- 2007: Chalte Chalte (Fernsehserie)
- 2008: Yaariyan
- 2008: Balika Vadhu (Fernsehserie)
- 2009: Kal Kissne Dekha
- 2010: Krantiveer: The Revolution
- 2010: Aashayein
- 2010: Khuda Kasam
- 2011: Chala Mussaddi – Office Office
- 2011: Love Breakups Zindagi
- 2012: Chaar Din Ki Chandni
- 2012: Yeh Jo Mohabbat Hai
- 2012: Student of the Year
- 2013: Raqt
- 2014: A Gran Plan

## Auszeichnungen
- 1972: Filmfare Award als Beste Nebendarstellerin für Paras (1971)
- 1992: Filmfare Award als Beste Nebendarstellerin für Henna (1991)
- 1995: Filmfare Critics Award für die beste Darstellung für Mammo (1994)
- 1996: Bengal Film Journalists Association Awards - Beste Schauspielerin (Hindi), Mammo (1994)
- 1996: Filmfare Award als Beste Nebendarstellerin für Dilwale Dulhania Le Jayenge (1995)